# Ди Цин
Ди Цин (кит. 狄青, посмертное имя Усян) (1008—1057, Чжоукоу , Хэнань) — китайский военачальник и государственный деятель эпохи Империи Сун. Генерал. Опытный военный стратег. Прославленный герой-полководец и знаток военных трактатов. 
Родился в бедной семье в Сихэ, Фэньчжоу (汾州 西河); современный Фэньян , Шаньси). Рано потерял родителей и жил со старшим братом.
Преуспел в конной стрельбе из лука. В 1038 году, во время правления императора Жэнь-цзуна , Ди Цин был назначен командующим (指揮 使) Яньчжоу (часть современного Шэньси). Участвовал в войне между империей Сун и Тангитским царством. Всякий раз, когда он отправлялся на войну, надевал бронзовую маску.
В 1053 г., получив от императора приказ усмирить варварские племена на южных рубежах империи, Ди Цин двинулся в поход против Нун Чжигао (1025 — около 1055), племенного вождя чжуанов и провёл успешную кампанию по подавлению мятежа, за что был щедро вознаграждён.
За свою жизнь принял участие в 25 сражениях.
В фольклоре он считался воплощением бога военного искусства (Уцюсин).